# Petrus (Heraldik)
Petrus, genauer Simon Petrus, ist in der Heraldik eine gemeine Figur und damit eine Wappenfigur.
Dargestellt wird eine bärtige männliche Figur mit einem Heiligenschein und einen Schlüssel in eine Hand haltend. Seine Bekleidung ist überwiegend in Gold oder Silber, andere Farben wie Blau nicht ausgeschlossen. Die Farbe des Schlüssels und die Lage sind in der Wappenbeschreibung zu erwähnen.
Nach dem Heiligen sind das Petruskreuz, ein kopfstehendes lateinisches Kreuz, und die Petrischlüssel benannt. Diese beiden Wappenfiguren werden zu den Attributen des Heiligen gerechnet.

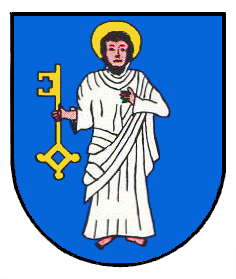
Peterzell bei St. Georgen/Schwarzwald
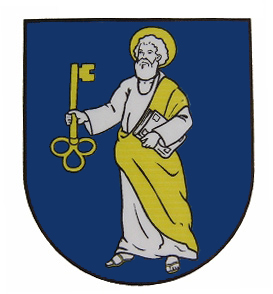
Liptovský Peter (Slowakei)
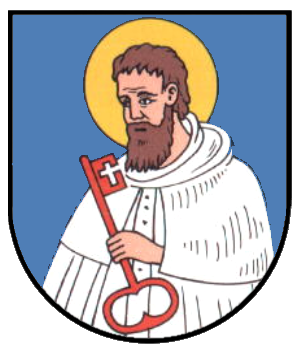
Reichenbach im Ortenaukreis
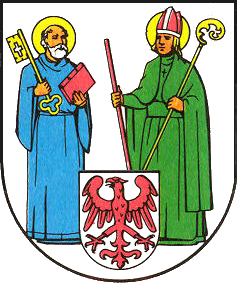
Osterfeld (Sachsen-Anhalt) (Petrus im blauen Gewand)
Boxtel (Niederlande) mit Petrus im Oberwappen